# Biéville (Manche)
Biéville is een gemeente in het Franse departement Manche (regio Normandië). De gemeente telt 146 inwoners (1999) en maakt deel uit van het arrondissement Saint-Lô.

## Geografie
De oppervlakte van Biéville bedraagt 5,6 km², de bevolkingsdichtheid is 26,1 inwoners per km².
De onderstaande kaart toont de ligging van Biéville (Manche) met de belangrijkste infrastructuur en aangrenzende gemeenten.

## Bezienswaardigheden
- De Église Saint-Pierre

## Demografie
Onderstaande figuur toont het verloop van het inwonertal (bron: INSEE-tellingen).

1. ↑  Populations de référence 2022.